# Argentina latente
Argentina latente es una película documental dirigida por Pino Solanas sobre su propio guion estrenada en 2007.

## Sinopsis
El director recorre distintas zonas de la Argentina, entrevistando a técnicos, ingenieros, trabajadores y científicos, poniendo en evidencia el potencial económico (riquezas naturales) y humano con el que cuenta el país y que no está siendo aprovechado, permitiendo la fuga de cerebros, así como el contraste de ser un país inmensamente rico por su extensión, diversidad climática apta para los cultivos, recursos mineros, gas e hidrocarburos, el mar Argentino y los niveles de pobreza, como consecuencia del mal aprovechamiento de los mismos, administrados por empresas privadas, fruto de la privatización que vivió el país en la década de 1990'. En el film se pueden observar los grandes logros de la industria nacional a lo largo de su historia y su estado actual.
Además, muestra las enormes potencialidades de la Argentina, por su herencia científica-tecnológica, en cuanto a conocimientos y recursos humanos, gracias al alto desarrollo logrado en los años ´50s y ´60s, sobre todo en las áreas aeroespacial, aeronáutica, automotriz, astilleros, ciencias naturales y medicina, etc...Se muestra como gran parte de esos recursos, además de haber sido destruidos por la gran corrupción y desidia de sus gobernantes, fueron también expoliados y destruidos por los grandes capitales extranjeros, y privatizados por recomendación de entidades financieras, como los ferrocarriles, fábrica militar de aviones, YPF, etc. El filme no trata de mostrar las incapacidades de un país como la Argentina sino que, al contrario, muestra sus enormes potencialidades y trata de concientizar sobre el patrimonio que a todos los argentinos les pertenece, y, que bien administrados, podrían sacar el país de su actual crisis.
Muestra una "Argentina Latente" que tiene mucho para ser un país grande con todas las letras.